# 菅沼定利
菅沼 定利（すがぬま さだとし）は、戦国時代から安土桃山時代にかけての武将。上野吉井藩の初代藩主。徳川氏の東海五ヵ国時代において、信濃国伊那郡の統治を担当した。

## 生涯

### 出自
三河国設楽郡に地盤を持つ菅沼氏の総領家である田峯菅沼氏の一族・菅沼定直の子として生まれた。

### 武田氏との戦い
元亀4年（1573年）に惣領で従兄弟の菅沼定忠が武田信玄に与すると、定利は叔父・定氏と共にこれに反対して離反し支族である野田菅沼氏の菅沼定盈を頼って徳川家康に仕えた。定忠は天正3年（1575年）の長篠の戦いの後も信濃伊那郡に亡命し武田方として戦った一方で、定利は一貫して徳川方として戦ったとされる。天正10年（1582年）に織田信長の甲州征伐で武田氏が滅亡したときに定忠も織田軍の追討を受けて殺されたため、田峯菅沼氏の後継に任命された。

### 信濃伊那郡の統治
武田氏の滅亡・天正壬午の乱を経て、かつて定忠がいた伊那郡は徳川氏の領国となった。徳川氏の伊那郡統治は在地の国衆である知久頼氏・保科正直・下条頼安・木曾義昌によって領国を分割されて行われた。しかし天正12年（1584年）4月に小牧・長久手の戦いで対立する羽柴氏に木曾義昌が離反したことを受けて、徳川氏は伊那郡と関わりを持つ田峯菅沼氏の菅沼定利に伊那郡の統括を任せるようになった。
定利はまず同年8月に伊那郡の木曾領であった箕輪領と知久領の一部を収公し、知久平城を普請して伊那郡の統治拠点とした。さらに翌月には諏訪頼忠・保科正直ら信濃国衆を率いて木曾氏攻めにとりかかったが、これは妻籠城の山村良勝に撃退された。また11月に羽柴方への内通疑惑により知久頼氏が自害し、以後知久領と知久氏の家臣団は定利の管轄下に入った。同15年（1587年）に下条康長が家中の内紛により没落すると、定利は下条氏の飯田城に移った。
定利は伊那郡内の自身の領国内にて自律的な領域支配を行いつつ、同郡の徳川方国衆への指南を務め、国衆に対する軍事指揮と進退保証を担当した。また、信濃国の領有を巡って対立していた家康と上杉景勝がともに秀吉の傘下に入ると両者の国境確定が課題となり、飯田城にいた定利と上杉氏から海津城に派遣されていた須田満親が現地において交渉した。

### 徳川氏の関東移封後
小田原征伐後、家康が関東に移ると上野国吉井に2万石を与えられた。伊那郡の代官的存在であった定利が、諏訪郡の諏訪頼忠、佐久郡の依田康勝とともに上野国に移封されたのは、徳川氏の信濃方面に対する備えとしての役割を有していたとみられる。定利は領内で検地を実施し、六斎市を催すなど、治政の安定化に努めた。慶長5年（1600年）の関ヶ原の戦いでは秀忠軍として、真田昌幸の信濃上田城攻めに参加した。
慶長7年（1602年）に死去。田峯菅沼氏の血統は断絶したが、死後の家督は盟友・奥平氏から迎えた養嗣子の忠政が継いだ。
菩提寺として吉井神保の仁叟寺に葬られたが、150年後に三河新城3代領主菅沼定用により、墓石塔を玄太寺に移された。現在、墓石塔は高崎市史跡に指定されている。

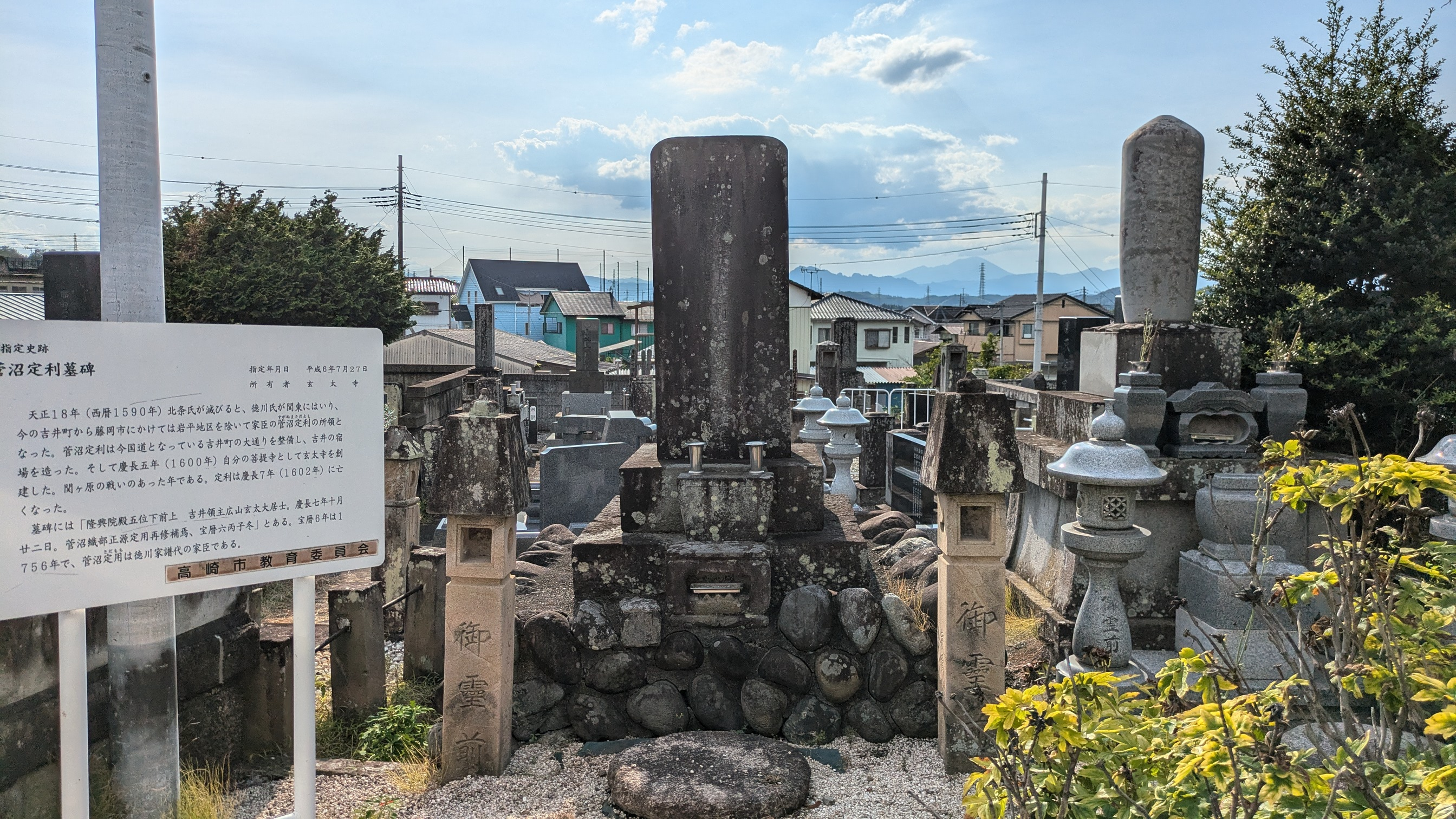
玄太寺 菅沼定利墓碑